# (13092) Schrödinger
(13092) Schrödinger ist ein Hauptgürtelasteroid, der am 24. September 1992 von den deutschen Astronomen Freimut Börngen und Lutz D. Schmadel an der Thüringer Landessternwarte Tautenburg (IAU-Code 033) in Thüringen entdeckt wurde.
Der Himmelskörper wurde am 23. Mai 2000 nach dem österreichischen Physiker und Wissenschaftstheoretiker. Erwin Schrödinger (1887–1961) benannt, der als einer der Begründer der Quantenmechanik gilt und für die Entdeckung neuer produktiver Formen der Atomtheorie gemeinsam mit Paul Dirac 1933 den Nobelpreis für Physik erhielt. Nach Dirac wurde zwei Monate später der Asteroid (5997) Dirac benannt.